# 14832 Alechinsky
14832 Alechinsky este un asteroid din centura principală de asteroizi.

## Descriere
14832 Alechinsky este un asteroid din centura principală de asteroizi. A fost descoperit pe 27 august 1987 la Observatorul La Silla de Eric Walter Elst. Asteroidul prezintă o orbită caracterizată de o semiaxă mare de 2,29 ua, o excentricitate de 0,12 și o înclinație de 5,7° în raport cu ecliptica.